# マーメイドラグーンシアター
- ディズニーパーク > 東京ディズニーリゾート > 東京ディズニーシー
  - マーメイドラグーン > マーメイドラグーンシアター
  - 東京ディズニーシーのアトラクション > マーメイドラグーンシアター

マーメイドラグーンシアター(Mermaid Lagoon Theater)は、東京ディズニーシーにあるアトラクション。

## 概要
| マーメイドラグーンシアター Mermaid Lagoon Theater | マーメイドラグーンシアター Mermaid Lagoon Theater | マーメイドラグーンシアター Mermaid Lagoon Theater | マーメイドラグーンシアター Mermaid Lagoon Theater |
| ------------------------------------------------- | ------------------------------------------------- | ------------------------------------------------- | ------------------------------------------------- |
| オープン日                                        | オープン日                                        | 2001年9月4日 (東京ディズニーシーと同時にオープン) | 2001年9月4日 (東京ディズニーシーと同時にオープン) |
| スポンサー                                        | スポンサー                                        | ダイハツ工業株式会社（2017年7月1日 - 2021年）     | ダイハツ工業株式会社（2017年7月1日 - 2021年）     |
| 所要時間                                          | 所要時間                                          | 約14分                                            | 約14分                                            |
| 定員                                              | 定員                                              | 700名                                             | 700名                                             |
| 利用制限                                          |                                                   | なし                                              | なし                                              |
| ファストパス                                      | ファストパス                                      |                                                   | 対象外                                            |
| シングルライダー                                  | シングルライダー                                  |                                                   | 対象外                                            |

ディズニー映画『リトル・マーメイド』をモチーフにしたショーを観賞できるアトラクション。マーメイドラグーンの屋内施設トリトンズ・キングダム内にある。
2017年7月1日よりダイハツ工業による協賛が開始された。
劇場はリキッドシアターと呼ばれ、海の中を再現したものとなっている。ちなみに、マーメイドラグーンシアターの舞台は中央に円形のステージがあり、その周りを360度客席が囲むといった形になっている。設計上は、どの方向からでも楽しめるようにはなっているが、入口から一番奥（宝箱の正面）が一番見やすくなっている。なお、ビデオ撮影およびカメラ撮影は禁止されている。天井から宙づりになった俳優による「フライング」の演出によって、実際に役者たちが海の中を泳いでいるかの様に感じられる。
シーズンや混雑状況によって多少の変動はあるが、通常開園40分後からアトラクションとしてスタートし、閉園の2〜3時間前に最終公演が始まる。最終ショーの時間は公式ホームページのショースケジュールから確認できる。
ショーは30分1セット（公演約15分、入れ替え約15分）を1日中繰り返す。
2001年9月4日の東京ディズニーシー開業と同時にオープンし、2014年4月6日までは「アンダー・ザ・シー」(Under The Sea)が上演されていた。その後、2015年4月24日より新しく「キング・トリトンのコンサート」(King Triton's Concert)の公演が始まった。

### アンダー・ザ・シー
アリエルとその仲間たちが「海の素晴らしさ」を歌うミュージカル。人間に興味津々の人魚アリエルが、魔女のアースラとその手下たちに、魔法で人間にならないかと誘惑される。悩むアリエルを親友のセバスチャンとフランダーが必死に説得。アリエルは親友の話を聞き入れて、ようやく海に残る決心をする。ショーの中では、地上の人間世界に憧れの思いをはせるアリエルが、映画でも使われている「パート・オブ・ユア・ワールド」を歌い上げる。また、フィナーレでは、映画『リトル・マーメイド』でアカデミー賞を受賞した楽曲『Under The Sea(アンダー・ザ・シー)』が合唱される。
2011年3月8日〜3月11日の期間、「ディズニーeチケット」導入に伴い、ファストパス発券機のリニューアル工事が実施されていた。ファストパスは2012年4月1日に正式に非対応となった。
2014年4月6日に公演を終了。公演終了後に施設リニューアルを行い、2015年4月24日より映画『リトル・マーメイド』を題材とした新しいエンターテイメント「キング・トリトンのコンサート」(King Triton's Concert)が公演されている。
リニューアル後は再びファストパス対応となっている。なお、ファストパスサービスは2023年に終了した。

### キング・トリトンのコンサート
アリエルの父親であるトリトン王が開く音楽コンサートをテーマとしたショー。地上の人間に対する偏見を改めたトリトン王は、海の世界へ人間を招待し、アリエルたちと共に歌や踊りで人間たちをもてなす。